# Автодрезина

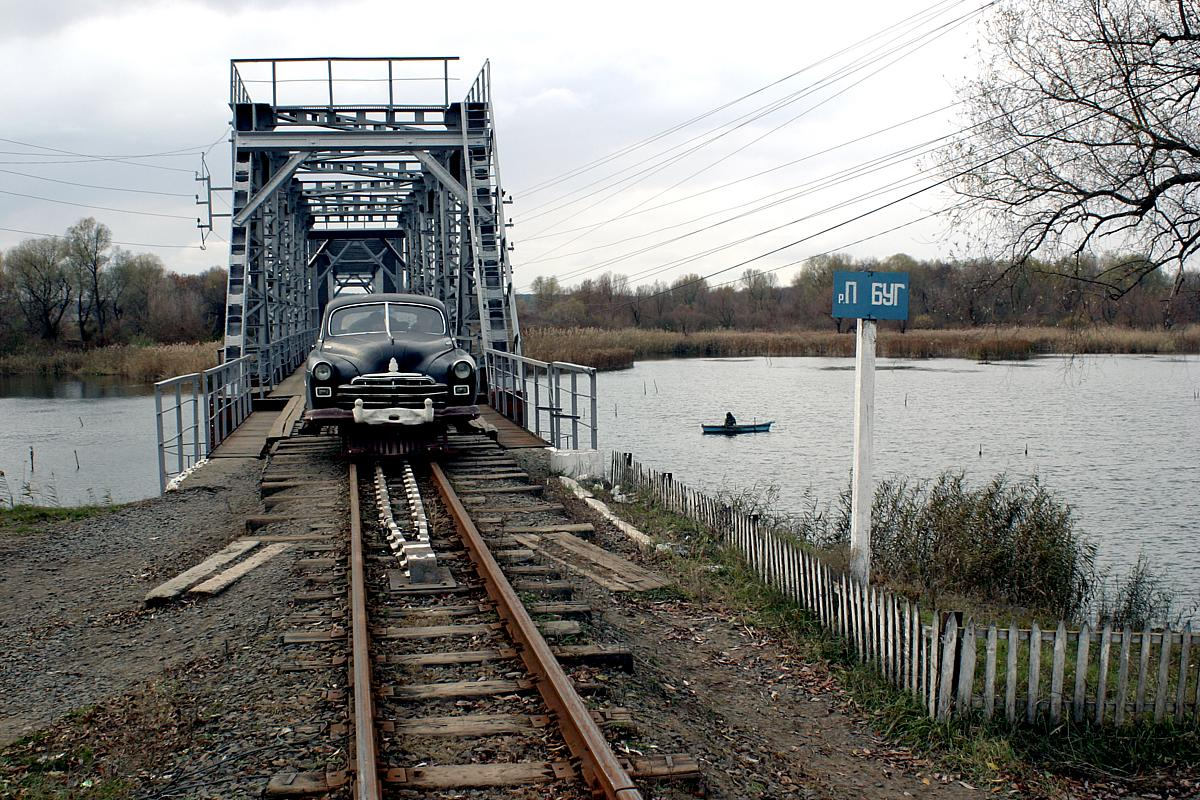
Вузькоколійна автомотриса на базі автомобіля ЗІМ, Гайворонська вузькоколійка.

Автодрезина — самохідний залізничний транспортний засіб з двигуном внутрішнього згоряння автомобільного типу. Всі дрезини поділяються на дві групи: дрезини з ручним приводом та власне автодрезини. Автодрезини мають бензиновий або газогенераторний двигун потужністю 10—250 к. с. Можуть облаштовуватися поворотними кранами, монтажними вишками, вимірювальними приладами тощо. До автодрезин можуть чіплятися 1—2 платформи або звичайні залізничні вагони.

## Типи
Автодрезини поділяються:
За призначенням:
- пасажирські (зазвичай звуться автомотрисами),
- вантажні.

За масою:
- знімні (до 300 кг),
- незнімні (до 50 тон).

За будовою кузова:
- відкриті,
- закриті.

## Застосування
Інспекторські поїздки, перевезення службового персоналу, матеріалів, механізмів і інструменту для ремонту шляху і залізничних пристроїв.
На залізницях колишнього СРСР застосовують відкриті знімні автодрезини з бензиновим двигуном потужністю 10—45 к. с. та ланцюговою передачею, якими перевозять 4—6 пасажирів і близько 50 кг вантажу, а також закриті незнімні автодрезини потужністю 100—250 к. с., до яких можна чіпляти 1—2 платформи. Такими закритими знімними автодрезинами перевозять 20—30 пасажирів або 5—6 тон вантажу. Вантажна автомотриса має кран для вантаження рейок, шпал тощо.